# دریای بوهای

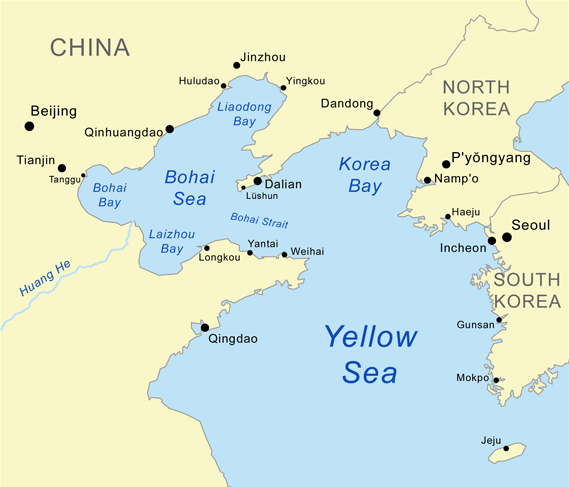
مکان دریای بوهای

دریای بوهای (به چینی: 渤海، پین یین: Bó Hǎi، وید جایلز: Po-hai) که با نام خلیج بوهای نیز شناخته می‌شود، درونی‌ترین خلیج دریای زرد در کرانه‌های شمال و شمال‌شرقی چین است که بین شبه‌جزیره‌های لیائودونگ و شاندونگ محصور شده‌است. این دریا که تا اوایل سدهٔ بیستم خلیج چیهلی یا خلیج پچیهلی نامیده می‌شد تقریباً ۷۸٬۰۰۰ کیلومترمربع مساحت داشته و نزدیکی آن به پکن، پایتخت چین سبب شده تا دریای بوهای به یکی از شلوغ‌ترین راه‌های دریایی جهان بدل شود.
سه خلیج کوچک به نام‌های لایجو در جنوب، لیائودونگ در شمال و بوهای در غرب دریای بوهای قرار دارند و تنگه بوهای در شرقی‌ترین بخش این دریا، بین جنوبی‌ترین بخش شبه‌جزیرهٔ لیائودونگ و شمالی‌ترین قسمت شبه‌جزیرهٔ شاندونگ واقع شده‌است. از جمله رودهایی که به دریای بوهای می‌ریزند می‌توان به رود زرد، رود خای، رود لیائو و رود لوآن اشاره نمود.
در فوریهٔ ۲۰۱۱، مقامات چینی از تصمیمشان مبنی بر ساخت تونلی جاده‌رو و قطاررو در عرض خلیج بوهای برای اتصال شبه‌جزیره‌های لیائودونگ و شاندونگ به‌یکدیگر خبر دادند. این تونل پس از ساخته‌شدن ۱۰۶ کیلومتر طول خواهد داشت.